# Tanystylum ornatum
Tanystylum ornatum är en havsspindelart som beskrevs av Flynn, T.T. 1928. Tanystylum ornatum ingår i släktet Tanystylum och familjen Ammotheidae. Inga underarter finns listade i Catalogue of Life.